# Epichernes navarroi
Epichernes navarroi är en spindeldjursart som beskrevs av William B. Muchmore 1991. Epichernes navarroi ingår i släktet Epichernes och familjen blindklokrypare. Inga underarter finns listade i Catalogue of Life.